# Persone di nome Henry
| Questa pagina contiene informazioni ricavate automaticamente dalle voci biografiche con l'ausilio del template Bio e di un bot. L'aggiornamento è periodico e automatico e ricostruisce completamente la pagina. Se manca una persona in questa lista, sei pregato di non aggiungerla, ma accertati piuttosto che la sua voce biografica contenga il template Bio e che i dati anagrafici siano correttamente compilati. Se il template Bio manca, inseriscilo tu stesso o, in alternativa, metti l'avviso {{tmp\|Bio}} che ne segnala la mancanza. Se i dati riportati sono sbagliati, correggi direttamente la voce biografica; le modifiche saranno visibili in questa lista entro pochi giorni. Per chiarimenti vedi il progetto antroponimi. La lista contiene solo le 1.117 persone che sono citate nell'enciclopedia e per le quali è stato implementato correttamente il template Bio. Pagina aggiornata al 6 ago 2025. |

Questa è una lista di persone presenti nell'enciclopedia che hanno il nome Henry, suddivise per attività principale.

## Agronomi(2)
- Henry Beachell, agronomo e biologo statunitense (Waverly, n. 1906 - Alvin, † 2006)
- Henry Steel Olcott, agronomo, giornalista e avvocato statunitense (Orange, New Jersey, n. 1832 - Adyar, † 1907)

## Allenatori di calcio(4)
- Henry Duarte, allenatore di calcio costaricano (Liberia, n. 1958)
- Harry Hibbs, allenatore di calcio e calciatore inglese (Wilnecote, n. 1906 - Hatfield, † 1984)
- Henry Lesser, allenatore di calcio e ex calciatore tedesco orientale (Bad Liebenstein, n. 1963)
- Henry Rojas, allenatore di calcio e ex calciatore colombiano (Ibagué, n. 1987)

## Allenatori di football americano(1)
- Hank Stram, allenatore di football americano statunitense (Chicago, n. 1923 - Covington, † 2005)

## Allenatori di pallacanestro(1)
- Henry Iba, allenatore di pallacanestro statunitense (Easton, n. 1904 - Stillwater, † 1993)

## Allenatori di pallavolo(1)
- Henry Graniero Rodriguez, allenatore di pallavolo e ex pallavolista venezuelano (Carúpano, n. 1962)

## Allevatori(1)
- Henry Hooker, allevatore statunitense (Hinsdale, n. 1828 - † 1907)

## Ambasciatori(1)
- Henry Wellesley, I conte Cowley, ambasciatore britannico (Londra, n. 1804 - Londra, † 1884)

## Ammiragli(11)
- Henry Blackwood, ammiraglio britannico (Clandeboye, n. 1770 - Clandeboye, † 1832)
- Henry Ducie Chads, ammiraglio britannico (Marylebone, n. 1788 - Southsea, † 1868)
- Henry Harwood, ammiraglio inglese (Londra, n. 1888 - Goring-on-Thames, † 1950)
- Henry Kent Hewitt, ammiraglio statunitense (Hackensack, n. 1887 - Middlebury, † 1972)
- Henry Kellett, ammiraglio e esploratore britannico (Clonabody, n. 1806 - Clonabody, † 1875)
- Henry Louis Manceron, ammiraglio francese (Lorient, n. 1848 - Parigi, † 1917)
- Henry Mayo, ammiraglio statunitense (Burlington, n. 1856 - Portsmouth, † 1937)
- Henry McCall, ammiraglio britannico (Largs, n. 1895 - Wonston, † 1980)
- Henry Trollope, ammiraglio britannico (Bath, n. 1756 - Bath, † 1839)
- Richard Onslow, I baronetto, ammiraglio britannico (n. 1741 - Southampton, † 1817)
- Henry Braid Wilson, ammiraglio statunitense (Camden, n. 1861 - New York, † 1954)

## Anatomisti(1)
- Henry Gray, anatomista e chirurgo inglese (Londra, n. 1825 - Londra, † 1861)

## Anglisti(1)
- Hugo Dyson, anglista britannico (n. 1896 - † 1975)

## Aracnologi(1)
- Henry Roughton Hogg, aracnologo inglese (Stockwell, n. 1846 - † 1923)

## Arbitri di calcio(1)
- Henry Christophe, arbitro di calcio belga (Liegi, n. 1884 - † 1968)

## Arbitri di pallacanestro(1)
- Hank Nichols, arbitro di pallacanestro statunitense (Niagara Falls, n. 1936)

## Archeologi(2)
- Henry de Lumley, archeologo francese (Marsiglia, n. 1934)
- Henry Chapman Mercer, archeologo e collezionista d'arte statunitense (Doylestown, n. 1856 - Doylestown, † 1930)

## Architetti(10)
- Henry Bacon, architetto statunitense (Watseka, n. 1866 - New York, † 1924)
- Henry Bernard, architetto e urbanista francese (Albertville, n. 1912 - Parigi, † 1994)
- Henry Sargent Codman, architetto statunitense (Brookline, n. 1864 - † 1893)
- Henry Flitcroft, architetto inglese (n. 1697 - † 1769)
- Henry Holland, architetto britannico (n. 1745 - † 1806)
- Henry John Klutho, architetto statunitense (n. 1873 - † 1964)
- Henry Hobson Richardson, architetto statunitense (Vacherie, n. 1838 - Brookline, † 1886)
- Henry Spalding, architetto britannico (n. 1838 - † 1910)
- Henry Van Brunt, architetto statunitense (Boston, n. 1832 - Milton, † 1903)
- Henry van de Velde, architetto e pittore belga (Anversa, n. 1863 - Oberägeri, † 1957)

## Arcieri(1)
- Henry Richardson, arciere statunitense (Boston, n. 1889 - New York, † 1963)

## Arcivescovi(1)
- Henry Deane, arcivescovo inglese (Londra, † 1503)

## Arcivescovi cattolici(1)
- Henry Joseph O'Leary, arcivescovo cattolico canadese (Richibucto, n. 1879 - Victoria, † 1938)

## Artisti(3)
- Henry Justice Ford, artista inglese (Londra, n. 1860 - † 1941)
- Henry Holiday, artista inglese (Londra, n. 1839 - Londra, † 1927)
- Henry de Groux, artista belga (Bruxelles, n. 1866 - Marsiglia, † 1930)

## Artisti marziali misti(1)
- Henry Cejudo, artista marziale misto statunitense (Los Angeles, n. 1987)

## Assassini seriali(1)
- Henry Lee Lucas, serial killer statunitense (Blacksburg, n. 1936 - Huntsville, † 2001)

## Astisti(1)
- Henry Petersen, astista danese (Horsens, n. 1900 - Copenaghen, † 1949)

## Astronauti(1)
- Henry Hartsfield, astronauta statunitense (Birmingham, n. 1933 - Houston, † 2014)

## Astronomi(4)
- Henry Lee Giclas, astronomo statunitense (Flagstaff, n. 1910 - † 2007)
- Henry E. Holt, astronomo statunitense (Richwood, n. 1929 - Tempe, † 2019)
- Henry G. Roe, astronomo statunitense (n. 1975)
- Henry Norris Russell, astronomo statunitense (Oyster Bay, n. 1877 - Princeton, † 1957)

## Attivisti(4)
- Henry Browne Blackwell, attivista statunitense (Bristol, n. 1825 - Dorchester, † 1909)
- Henry Box Brown, attivista e illusionista statunitense (Contea di Louisa, n. 1815 - Toronto, † 1897)
- Henry Stephens Salt, attivista, saggista e docente inglese (Nainital, n. 1851 - Surrey, † 1939)
- Henry Spira, attivista statunitense (Anversa, n. 1927 - New York, † 1998)

## Attori teatrali(1)
- Henry Irving, attore teatrale britannico (Keinton Mandeville, n. 1838 - Bradford, † 1905)

## Aviatori(5)
- Henry Martin Kleemann, aviatore statunitense (n. 1943 - San Diego, † 1985)
- Henry Michaud, aviatore e generale francese (Perpignano, n. 1875 - Buchenwald, † 1945)
- Henry Moody, aviatore inglese (Welshampton, n. 1898 - Seahurst Park, † 1931)
- Henry Mullinnix, aviatore e ammiraglio statunitense (Spencer, n. 1892 - Oceano Pacifico, † 1943)
- Richard Waghorn, aviatore e militare britannico (Brompton, n. 1904 - Aldershot, † 1931)

## Avventurieri(1)
- Henry de Monfreid, avventuriero e scrittore francese (Leucate, n. 1879 - Ingrandes, † 1974)

## Avvocati(14)
- Henry Basnage, avvocato francese (Sainte-Mère-Église, n. 1615 - Rouen, † 1695)
- Henry Bathurst, II conte Bathurst, avvocato e politico inglese (n. 1714 - Cirencester, † 1794)
- Henry Cadogan, avvocato inglese (n. 1642 - Dublino, † 1714)
- Henry Fielding Dickens, avvocato e magistrato britannico (Londra, n. 1849 - Londra, † 1933)
- Henry Fowle Durant, avvocato e filantropo statunitense (Hanover, n. 1822 - Wellesley, † 1881)
- Harry Hay, avvocato, insegnante e attivista inglese (Worthing, n. 1912 - San Francisco, † 2002)
- Henry James, I barone James, avvocato e politico inglese (n. 1828 - † 1911)
- Henry Morgenthau senior, avvocato, imprenditore e diplomatico statunitense (Mannheim, n. 1856 - New York, † 1946)
- Henry Oryem Okello, avvocato e politico ugandese (CHWA County, n. 1960)
- Henry Peter, avvocato svizzero (n. 1957)
- Henry Varnum Poor, avvocato e imprenditore statunitense (Andover, n. 1812 - Brookline, † 1905)
- Henry Brewster Stanton, avvocato, giornalista e politico statunitense (Preston, n. 1805 - New York, † 1887)
- Henry de Vere, XVIII conte di Oxford, avvocato e militare britannico (Newington, n. 1593 - Anversa, † 1625)
- Henry Sylvester Williams, avvocato, attivista e scrittore trinidadiano (Arouca, n. 1869 - † 1911)

## Banchieri(4)
- Henry Fatio, banchiere svizzero (Ginevra, n. 1863 - Ginevra, † 1930)
- Henry Hope, banchiere olandese (Boston, n. 1735 - Londra, † 1811)
- Henry Philip Hope, banchiere olandese (Amsterdam, n. 1774 - Kent, † 1839)
- Henry Sturgis Morgan, banchiere statunitense (Londra, n. 1900 - † 1982)

## Bassi(1)
- Henry Reinhold, basso tedesco (Dresda, n. 1690 - Chapel Street, Soho, † 1751)

## Bassisti(1)
- Henry Bogdan, bassista e chitarrista statunitense (Riverside, n. 1961)

## Biologi(2)
- Henry Walter Bates, biologo, esploratore e entomologo inglese (Leicester, n. 1825 - Londra, † 1892)
- Henry Augustus Pilsbry, biologo statunitense (n. 1862 - † 1957)

## Bobbisti(3)
- Henry Gerlach, ex bobbista tedesco
- Henry Homburger, bobbista statunitense (Saranac Lake, n. 1902 - Sacramento, † 1950)
- Henry Sterns, bobbista statunitense

## Botanici(10)
- Henry John Elwes, botanico, naturalista e entomologo inglese (Cheltenham, n. 1846 - Colesbourne, † 1922)
- Henry Fletcher Hance, botanico e diplomatico britannico (Londra, n. 1827 - Xiamen, † 1886)
- Henry Alfred Perrier de la Bâthie, botanico francese (Chambéry, n. 1873 - Chambéry, † 1958)
- Henry Potonié, botanico tedesco (Berlino, n. 1857 - Berlino, † 1913)
- Henry Nicholas Ridley, botanico e biologo inglese (Harling, n. 1855 - Kew, † 1956)
- Henry Frederick Conrad Sander, botanico tedesco (Brema, n. 1847 - † 1920)
- Henry Trimen, botanico inglese (Paddington, n. 1843 - Kandy, † 1896)
- Henry Baldwin Ward, botanico e zoologo statunitense (Troy, n. 1865 - † 1945)
- Henry de Vilmorin, botanico e agronomo francese (Parigi, n. 1843 - Verrières-le-Buisson, † 1899)
- Henry des Abbayes, botanico francese (Vihiers, n. 1898 - Rennes, † 1974)

## Canottieri(7)
- Harry Blackstaffe, canottiere britannico (Islington, n. 1868 - West Wickham, † 1951)
- Henry Bucknall, canottiere britannico (Lisbona, n. 1885 - Dumfries, † 1962)
- Henry Goldsmith, canottiere britannico (Plympton, n. 1885 - Fromelles, † 1915)
- Kent Mitchell, canottiere statunitense (Albany, n. 1939)
- Bobby Pearce, canottiere australiano (Double Bay, n. 1905 - Toronto, † 1976)
- Henry Proctor, canottiere statunitense (Baxter Springs, n. 1929 - Camas, † 2005)
- Henry Wells, canottiere britannico (Londra, n. 1891 - Newton Abbot, † 1967)

## Cantanti(8)
- Seal, cantante e compositore britannico (Londra, n. 1963)
- Henry Burr, cantante canadese (n. 1882 - † 1941)
- Henry Lau, cantante, musicista e attore canadese (Toronto, n. 1989)
- Hank Medress, cantante e produttore discografico statunitense (New York, n. 1938 - New York, † 2007)
- Henry Mendez, cantante dominicano (Santo Domingo, n. 1974)
- Henry Paul, cantante e chitarrista statunitense (New York, n. 1949)
- Henry Rollins, cantante, compositore e attore statunitense (Washington, n. 1961)
- Henry Wright, cantante e attore statunitense (Newark, n. 1933)

## Cardinali(1)
- Henry Edward Manning, cardinale e arcivescovo cattolico britannico (Totteridge, n. 1808 - Londra, † 1892)

## Cavalieri(1)
- Harry Llewellyn, cavaliere britannico (Aberdare, n. 1911 - Abergavenny, † 1999)

## Cestisti(32)
- Henry Akin, cestista statunitense (Detroit, n. 1944 - Kirkland, † 2020)
- Hank Beenders, cestista olandese (Haarlem, n. 1916 - Somerville, † 2003)
- Henry Caruso, cestista e allenatore di pallacanestro statunitense (Burlingame, n. 1995)
- Pete Darcey, cestista statunitense (Oklahoma City, n. 1930 - Edmond, † 2009)
- Dutch Dehnert, cestista e allenatore di pallacanestro statunitense (New York, n. 1898 - Queens, † 1979)
- Hank DeZonie, cestista statunitense (Harlem, n. 1922 - Harlem, † 2009)
- Henry Dickerson, cestista e allenatore di pallacanestro statunitense (Beckley, n. 1951 - † 2023)
- Henry Domercant, ex cestista, allenatore di pallacanestro e dirigente sportivo statunitense (Chicago, n. 1980)
- Harry Donovan, ex cestista statunitense (Union City, n. 1926)
- Henry Dugat, cestista statunitense (Liberty, n. 1987)
- Henry Ellenson, cestista statunitense (Rice Lake, n. 1997)
- Hank Evans, cestista statunitense (Stoneboro, n. 1914 - Hermitage, † 2000)
- Hank Finkel, ex cestista statunitense (Union City, n. 1942)
- Henry Gujer, cestista svizzero (La Coudre, n. 1920 - Bienne, † 2017)
- Henry James, ex cestista statunitense (Centreville, n. 1965)
- Henry Lalane, ex cestista dominicano (Hato Mayor del Rey, n. 1978)
- Hank Lefkowitz, cestista statunitense (Cleveland, n. 1923 - † 2007)
- Henry Logan, cestista statunitense (Asheville, n. 1946 - † 2023)
- Tom Meyer, cestista statunitense (Highland Park, n. 1922 - Vero Beach, † 2019)
- Hank O'Keeffe, cestista statunitense (Malverne, n. 1923 - Savannah, † 2011)
- Henry Paulino, ex cestista dominicano (Santo Domingo, n. 1973)
- Henry Pearcy, cestista e allenatore di pallacanestro statunitense (Martinsville, n. 1922 - Martinsville, † 2002)
- Henry Pwono, cestista statunitense (Pittsburgh, n. 1991)
- Hank Rosenstein, cestista e allenatore di pallacanestro statunitense (Brooklyn, n. 1920 - Boca Raton, † 2010)
- Henry Sims, cestista statunitense (Baltimora, n. 1990)
- Andy Spack, cestista canadese (Winnipeg, n. 1927 - † 1988)
- Henry Turner, ex cestista statunitense (Oakland, n. 1966)
- Henry Ward, cestista statunitense (Jackson, n. 1952 - † 2016)
- Hank Whitney, cestista statunitense (Brooklyn, n. 1939 - † 2020)
- Hank Williams, ex cestista statunitense (Norristown, n. 1952)
- Henry Williams, cestista statunitense (Indianapolis, n. 1970 - Charlotte, † 2018)
- Henry Wilmore, ex cestista statunitense (New York, n. 1950)

## Chimici(9)
- Henry Edward Armstrong, chimico inglese (Lewisham, n. 1848 - † 1937)
- Henry Cavendish, chimico e fisico inglese (Nizza, n. 1731 - Londra, † 1810)
- Henry Deacon, chimico inglese (Londra, n. 1822 - Widnes, † 1876)
- Henry Eyring, chimico messicano (Colonia Juárez, n. 1901 - Salt Lake City, † 1981)
- Henry Gilman, chimico statunitense (Boston, n. 1893 - Ames, † 1986)
- Henry George Madan, chimico britannico (n. 1838 - Gloucester, † 1901)
- Henry Enfield Roscoe, chimico britannico (Londra, n. 1833 - West Horsley, † 1915)
- Henry F. Schaefer, III, chimico statunitense (Grand Rapids, n. 1944)
- Henry Taube, chimico canadese (Neudorf, n. 1915 - Palo Alto, † 2005)

## Chirurghi(3)
- Henry Jacob Bigelow, chirurgo statunitense (n. 1818 - † 1890)
- Henry Marsh, chirurgo britannico (Oxford, n. 1950)
- Henry Thompson, chirurgo inglese (Framlingham, n. 1820 - Londra, † 1904)

## Chitarristi(2)
- Henry Kaiser, chitarrista e compositore statunitense (Oakland, n. 1952)
- Henry Rivas, chitarrista colombiano (Tumaco, n. 1947 - Bogotà, † 2006)

## Ciclisti su strada(5)
- Henri Cornet, ciclista su strada francese (Desvres, n. 1884 - Prunay-le-Gillon, † 1941)
- Henry Cárdenas, ex ciclista su strada colombiano (Sogamoso, n. 1965)
- Henry Hansen, ciclista su strada danese (Copenaghen, n. 1902 - Gentofte, † 1985)
- Henry Kaltenbrunn, ciclista su strada e pistard sudafricano (Vryburg, n. 1897 - † 1971)
- Henri Lignon, ciclista su strada francese (Lunéville, n. 1884 - Tarbes, † 1935)

## Clarinettisti(1)
- Henry Lazarus, clarinettista britannico (Londra, n. 1815 - Londra, † 1895)

## Collezionisti d'arte(1)
- Henry Vasnier, collezionista d'arte francese (Parigi, n. 1832 - Reims, † 1907)

## Comici(1)
- Henry Beard, comico, scrittore e editore statunitense (Manhattan, n. 1945)

## Compositori(19)
- Henry Barraud, compositore e critico musicale francese (Bordeaux, n. 1900 - Parigi, † 1997)
- Henri Berger, compositore prussiano (Berlino, n. 1844 - Honolulu, † 1929)
- Henry Rowley Bishop, compositore inglese (Londra, n. 1786 - Londra, † 1855)
- Henry Brant, compositore e musicista statunitense (Montréal, n. 1915 - Santa Barbara, † 2008)
- Henry Cooke, compositore, attore teatrale e cantore britannico (n. 1616 - † 1672)
- Henry Cosby, compositore e produttore discografico statunitense (Detroit, n. 1928 - Detroit, † 2002)
- Henry Cowell, compositore, teorico musicale e pianista statunitense (Menlo Park, n. 1897 - New York, † 1965)
- Walford Davies, compositore inglese (Oswestry, n. 1869 - Wrington, † 1941)
- Henry Eccles, compositore e violinista inglese (Londra, n. 1670 - † 1742)
- Henry Franklin Gilbert, compositore statunitense (Somerville, n. 1868 - Somerville, † 1928)
- Henry Jackman, compositore inglese (Hillingdon, n. 1974)
- Henry Krieger, compositore statunitense (New York, n. 1945)
- Henry Mancini, compositore, direttore d'orchestra e arrangiatore statunitense (Cleveland, n. 1924 - Beverly Hills, † 1994)
- Bob Merrill, compositore statunitense (Atlantic City, n. 1921 - Culver City, † 1998)
- Henry Petyr, compositore britannico
- Henry Purcell, compositore inglese (Westminster, n. 1659 - Westminster, † 1695)
- Henry Threadgill, compositore, sassofonista e flautista statunitense (Chicago, n. 1944)
- Henry F. Williams, compositore, musicista e docente statunitense (Boston, n. 1813 - Boston)
- Henry Youll, compositore inglese

## Compositori di scacchi(5)
- Henry W. Barry, compositore di scacchi statunitense (Irlanda, n. 1878 - Boston, † 1933)
- Henry Wald Bettmann, compositore di scacchi statunitense (Cincinnati, n. 1868 - Cincinnati, † 1935)
- Henry Hosey Davis, compositore di scacchi britannico (Bristol, n. 1855 - Bristol, † 1954)
- Henry Forsberg, compositore di scacchi svedese (Umeå, n. 1914 - Umeå, † 1981)
- Henry Turton, compositore di scacchi britannico (Stratford on Avon, n. 1832 - Derby, † 1881)

## Condottieri(1)
- Henry Beaufort, III duca di Somerset, condottiero inglese (n. 1436 - Hexham, † 1464)

## Contrabbassisti(1)
- Henry Lewis, contrabbassista e direttore d'orchestra statunitense (Los Angeles, n. 1932 - New York, † 1996)

## Coreografi(1)
- Henry LeTang, coreografo statunitense (New York, n. 1915 - Las Vegas, † 2007)

## Crickettisti(2)
- Henry Bird, crickettista inglese (n. 1800 - † 1864)
- Henry Terry, crickettista britannico (Londra, n. 1868 - Londra, † 1952)

## Criminali(1)
- Henry Moon, criminale e illusionista canadese (Brighton - Canada)

## Criminologi(1)
- Henry Lee, criminologo e investigatore statunitense (Rugao, n. 1938)

## Critici letterari(1)
- Henry Davray, critico letterario e traduttore francese (n. 1873 - † 1944)

## Danzatori(1)
- Henry Danton, ballerino britannico (Bedford, n. 1919 - Petal, † 2022)

## Designer(2)
- Henry Cole, designer e imprenditore inglese (Bath, n. 1808 - Londra, † 1882)
- Henry Dreyfuss, designer statunitense (Brooklyn, n. 1904 - South Pasadena, † 1972)

## Diplomatici(7)
- Henry Chilton, diplomatico britannico (n. 1877 - † 1954)
- Ashley Clarke, diplomatico inglese (Stourbridge, n. 1903 - † 1994)
- Mortimer Durand, diplomatico e scrittore britannico (Sehore, n. 1850 - Polden, † 1924)
- Henry Elliot, diplomatico inglese (Ginevra, n. 1817 - Ardington House, † 1907)
- Henry Labouisse, diplomatico statunitense (New Orleans, n. 1904 - Parigi, † 1987)
- Henry Lowther, diplomatico inglese (n. 1858 - † 1939)
- Henry Salt, diplomatico, artista e viaggiatore britannico (Lichfield, n. 1780 - Dasuq, † 1827)

## Direttori d'orchestra(2)
- Henry Hadley, direttore d'orchestra e compositore statunitense (Somerville, n. 1871 - New York, † 1937)
- Henry Wood, direttore d'orchestra inglese (Londra, n. 1869 - Hitchin, † 1944)

## Direttori della fotografia(1)
- Henry Braham, direttore della fotografia inglese (Inghilterra, n. 1965)

## Dirigenti d'azienda(3)
- Jim Beach, manager, produttore televisivo e produttore discografico britannico (Gloucester, n. 1942)
- Hank Kashiwa, dirigente d'azienda, ex sciatore alpino e commentatore televisivo statunitense (New York, n. 1949)
- Henry Walters, dirigente d'azienda, collezionista d'arte e filantropo statunitense (Baltimora, n. 1848 - New York, † 1931)

## Dirigenti sportivi(2)
- H.V. Porter, dirigente sportivo e inventore statunitense (Spring Lake Township, n. 1891 - St. Petersburg, † 1975)
- Henry van der Vegt, dirigente sportivo, allenatore di calcio e ex calciatore olandese (Kampen, n. 1972)

## Disc jockey(1)
- Riton, disc jockey e produttore discografico britannico (Newcastle upon Tyne, n. 1978)

## Drammaturghi(7)
- Henry Becque, drammaturgo francese (Parigi, n. 1837 - Parigi, † 1899)
- Henry James Byron, commediografo, attore teatrale e impresario teatrale inglese (Manchester, n. 1835 - Manchester, † 1884)
- Henry Carey, drammaturgo e poeta inglese (Londra, n. 1687 - Londra, † 1743)
- Henry Chettle, drammaturgo e scrittore inglese
- Henry C. De Mille, commediografo statunitense (Washington, n. 1853 - Pompton Lakes, † 1893)
- Henry Arthur Jones, drammaturgo inglese (Winslow, n. 1851 - Hampstead, † 1929)
- Henry Livings, commediografo e sceneggiatore britannico (Prestwich, n. 1929 - Delph, † 1998)

## Ebanisti(1)
- Henry Thomas Peters, ebanista britannico (Windsor, n. 1792 - Genova, † 1852)

## Economisti(8)
- Henry Chesbrough, economista e scrittore statunitense (n. 1956)
- Henry George, economista e politico statunitense (Filadelfia, n. 1839 - New York, † 1897)
- Henry Hazlitt, economista statunitense (Filadelfia, n. 1894 - † 1993)
- Harry Hodson, economista e giornalista britannico (Edmonton, n. 1906 - Kensington e Chelsea, † 1999)
- Henry Lloyd, economista e militare britannico (n. 1720 - l'Aia, † 1783)
- Henry Dunning Macleod, economista scozzese (n. 1821 - † 1902)
- Henry Mintzberg, economista canadese (Montréal, n. 1939)
- Henry Ludwell Moore, economista statunitense (Contea di Charles, n. 1869 - † 1958)

## Entomologi(2)
- Henry Doubleday, entomologo e ornitologo britannico (Epping, n. 1808 - † 1875)
- Henry Tibbats Stainton, entomologo inglese (Londra, n. 1822 - Lewisham, † 1892)

## Esploratori(6)
- Henry Robertson Bowers, esploratore e navigatore scozzese (Greenock, n. 1883 - Antartide, † 1912)
- Henry Hudson, esploratore e navigatore inglese (Londra - Baia di Hudson, † 1611)
- John Hunt, esploratore e ufficiale britannico (Sinda, n. 1910 - Henley-on-Thames, † 1998)
- Harry Johnston, esploratore britannico (Kennington, n. 1858 - Londra, † 1927)
- Henry Morshead, esploratore e alpinista britannico (Devon, n. 1882 - Pyin Oo Lwin, † 1931)
- Gino Watkins, esploratore britannico (Londra, n. 1907 - Fiordo di Tuttilik, † 1932)

## Farmacisti(1)
- Henry Wellcome, farmacista e imprenditore statunitense (Almond, n. 1853 - Marylebone, † 1936)

## Filantropi(1)
- Henry Shaw, filantropo e botanico britannico (Sheffield, n. 1800 - Saint Louis, † 1889)

## Filologi(3)
- Henry Bradley, filologo britannico (Manchester, n. 1845 - Oxford, † 1923)
- Henry Thomas Colebrooke, filologo, orientalista e botanico britannico (Londra, n. 1765 - Calcutta, † 1837)
- Henri de Ziégler, filologo, romanziere e letterato svizzero (Ginevra, n. 1885 - Ginevra, † 1970)

## Filosofi(4)
- Henry Jones, filosofo gallese (Llangernyw, n. 1852 - Tighnabruaich, † 1922)
- Henry More, filosofo britannico (Grantham, n. 1614 - Cambridge, † 1687)
- Henry Sidgwick, filosofo britannico (Skipton, n. 1838 - Cambridge, † 1900)
- Henry David Thoreau, filosofo, scrittore e poeta statunitense (Concord, n. 1817 - Concord, † 1862)

## Fisici(6)
- Henry Foster, fisico britannico (Lancashire, n. 1796 - Chagres, † 1831)
- Henry Way Kendall, fisico statunitense (Boston, n. 1926 - Wakulla Springs State Park, † 1999)
- Henry Moseley, fisico britannico (Weymouth, n. 1887 - Gallipoli, † 1915)
- Henry Primakoff, fisico russo (Odessa, n. 1914 - Filadelfia, † 1983)
- Henry Augustus Rowland, fisico statunitense (Honesdale, n. 1848 - Baltimora, † 1901)
- Henry DeWolf Smyth, fisico, dirigente pubblico e diplomatico statunitense (Clinton, n. 1898 - Princeton, † 1986)

## Fisiologi(1)
- Henry Charlton Bastian, fisiologo e neurologo inglese (Truro, n. 1837 - Chesham Bois, † 1915)

## Fotografi(5)
- Henry Walter Barnett, fotografo australiano (St Kilda, n. 1862 - Nizza, † 1934)
- Henry Hering, fotografo britannico (Marylebone, n. 1814 - Reigate, † 1893)
- Henry Peach Robinson, fotografo britannico (Ludlow, n. 1830 - Royal Tunbridge Wells, † 1901)
- Henry Swift, fotografo statunitense (Berkeley, n. 1891 - Berkeley, † 1962)
- Henry Wolf, fotografo, pubblicitario e designer austriaco (n. 1925 - † 2005)

## Funzionari(2)
- Henry Percy, VII duca di Northumberland, funzionario britannico (Coventry, n. 1846 - Coventry, † 1918)
- Henry de Lesquen, funzionario e politico francese (Port-Lyautey, n. 1949)

## Genealogisti(1)
- Henry Farnham Burke, genealogista britannico (n. 1859 - † 1930)

## Generali(26)
- Henry FitzJames, I duca di Albemarle, generale inglese (Città di Westminster, n. 1673 - † 1702)
- Henry Arnold, generale statunitense (Gladwyne, n. 1886 - Sonoma, † 1950)
- Henry Gordon Bennett, generale australiano (Balwyn, n. 1887 - Sydney, † 1962)
- Henry Clinton, generale britannico (Isola di Terranova, n. 1730 - Rocca di Gibilterra, † 1795)
- Henry Clinton, generale e politico britannico (Londra, n. 1771 - Ashley, † 1829)
- Henry Seymour Conway, generale e politico britannico (Chelsea, n. 1721 - Park Place, † 1795)
- Harry Crerar, generale canadese (Hamilton, n. 1888 - Ottawa, † 1965)
- Henry Victor Deligny, generale francese (Rennes, n. 1855 - Les Authieux-sur-Calonne, † 1938)
- Henry Grant, generale inglese (n. 1848 - † 1919)
- Henry Halleck, generale e avvocato statunitense (Westernville, n. 1815 - Louisville, † 1872)
- Henry Hardinge, I visconte Hardinge, generale britannico (Wrotham, n. 1785 - Royal Tunbridge Wells, † 1856)
- Henry Hawley, generale inglese (n. 1679 - Portsmouth, † 1759)
- Charles Loyd, generale inglese (n. 1891 - † 1973)
- Henry Heth, generale statunitense (Contea di Chesterfield, n. 1825 - Washington, † 1899)
- Henry Horne, generale inglese (Caithness, n. 1861 - Stirkoke, † 1929)
- Henry Ireton, generale inglese (Attenborough, n. 1611 - Limerick, † 1651)
- Henry Knox, generale statunitense (Boston, n. 1750 - Augusta, † 1806)
- Henry Merrick Lawson, generale irlandese (Dublino, n. 1859 - † 1933)
- Henry Lee III, generale e politico inglese (Dumfries, n. 1756 - Dungeness, † 1818)
- Henry Maitland Wilson, generale britannico (Londra, n. 1881 - Chilton, † 1964)
- Henry Rawlinson, I barone Rawlinson, generale britannico (Westminster, n. 1864 - Delhi, † 1925)
- Henry Hopkins Sibley, generale statunitense (Natchitoches, n. 1816 - Fredericksburg, † 1886)
- Henry Warner Slocum, generale e politico statunitense (Onondaga, n. 1827 - New York, † 1894)
- Harry Smith, I baronetto, generale britannico (Whittlesey, n. 1787 - Londra, † 1860)
- Henry Hughes Wilson, generale britannico (County Longford, n. 1864 - Londra, † 1922)
- Henry de Rancourt de Mimérand, generale e aviatore francese (Cernoy-en-Berry, n. 1910 - Parigi, † 1992)

## Geodeti(2)
- Henry Haversham Godwin-Austen, geodeta, geologo e naturalista britannico (Teignmouth, n. 1834 - Teignmouth, † 1923)
- Henry Kater, geodeta britannico (Bristol, n. 1777 - Londra, † 1835)

## Geografi(1)
- Henry Schoolcraft, geografo, geologo e etnologo statunitense (Guilderland, n. 1793 - † 1864)

## Geologi(4)
- Henry William Bristow, geologo britannico (n. 1817 - Londra, † 1889)
- Henry De la Beche, geologo e paleontologo britannico (Londra, n. 1796 - Lyme Regis, † 1855)
- Henry Stephens Washington, geologo statunitense (Newark, n. 1867 - Washington, † 1934)
- Henry Woodward, geologo e paleontologo britannico (Norwich, n. 1832 - Bushey, † 1921)

## Gesuiti(1)
- Henry Garnet, gesuita britannico (Heanor, n. 1555 - Londra, † 1606)

## Ginnasti(4)
- Henry Koeder, ginnasta e multiplista statunitense
- Henry Kraft, ginnasta e multiplista statunitense (Bad Kreuznach, n. 1865 - Chicago, † 1935)
- Henry Oberholzer, ginnasta britannico (Londra, n. 1893 - Newport, † 1953)
- Henry Weyland, ginnasta e multiplista statunitense (Joplin, n. 1873 - St. Louis, † 1950)

## Giocatori di baseball(4)
- Lou Gehrig, giocatore di baseball statunitense (New York, n. 1903 - New York, † 1941)
- Hank Greenberg, giocatore di baseball statunitense (New York, n. 1911 - Beverly Hills, † 1986)
- Heinie Manush, giocatore di baseball statunitense (Tuscumbia, n. 1901 - Sarasota, † 1971)
- Hank O'Day, giocatore di baseball, arbitro di baseball e allenatore di baseball statunitense (Chicago, n. 1859 - Chicago, † 1935)

## Giocatori di calcio a 5(1)
- Henry Charles, ex giocatore di calcio a 5 zimbabwese (n. 1966)

## Giocatori di football americano(19)
- Henry Anderson, giocatore di football americano statunitense (Atlanta, n. 1992)
- Hank Bruder, giocatore di football americano statunitense (Pekin, n. 1907 - † 1970)
- Henry Burris, ex giocatore di football americano statunitense (Spiro, n. 1975)
- Doc Carlson, giocatore di football americano, allenatore di pallacanestro e giocatore di baseball statunitense (Murray City, n. 1894 - Ligonier, † 1964)
- Henry Ellard, ex giocatore di football americano statunitense (Fresno, n. 1961)
- Henry Ford, ex giocatore di football americano statunitense (Fort Worth, n. 1971)
- Henry Hynoski, giocatore di football americano statunitense (Elysburg, n. 1988)
- Henry Jones, ex giocatore di football americano statunitense (St. Louis, n. 1967)
- Henry Jordan, giocatore di football americano statunitense (Emporia, n. 1935 - Milwaukee, † 1977)
- Henry Lawrence, ex giocatore di football americano statunitense (Palmetto, n. 1951)
- Henry McMillian, ex giocatore di football americano statunitense (Folkston, n. 1971)
- Henry Melton, giocatore di football americano statunitense (Cedar Hill, n. 1986)
- Henry Ruggs, giocatore di football americano statunitense (Montgomery, n. 1999)
- Kendall Simmons, ex giocatore di football americano statunitense (Ripley, n. 1979)
- Trey Smith, giocatore di football americano statunitense (Humboldt, n. 1999)
- Mick Tingelhoff, giocatore di football americano statunitense (Lexington, n. 1940 - † 2021)
- Henry To'oTo'o, giocatore di football americano samoano americano (Sacramento, n. 2001)
- Henry Waechter, ex giocatore di football americano statunitense (Epworth, n. 1959)
- Roy Zimmerman, giocatore di football americano statunitense (Tonganoxie, n. 1918 - Madera, † 1997)

## Giocatori di lacrosse(1)
- Henny Hoobin, giocatore di lacrosse canadese (Montréal, n. 1879 - Montréal, † 1921)

## Giocatori di poker(2)
- Henry Green, giocatore di poker statunitense
- Henry Orenstein, giocatore di poker, imprenditore e inventore polacco (Hrubieszów, n. 1923 - Livingston, † 2021)

## Giornalisti(13)
- Henry Chadwick, giornalista e storico inglese (Exeter, n. 1824 - Brooklyn, † 1908)
- Henry Furst, giornalista, scrittore e traduttore statunitense (New York, n. 1893 - La Spezia, † 1967)
- Henry Wilson Harris, giornalista britannico (Plymouth, n. 1883 - Londra, † 1955)
- Henry Robinson Luce, giornalista e editore statunitense (Penglai, n. 1898 - Phoenix, † 1967)
- Henry Mayhew, giornalista britannico (n. 1812 - † 1887)
- Henry Louis Mencken, giornalista e saggista statunitense (Baltimora, n. 1880 - Baltimora, † 1956)
- Henry Vollam Morton, giornalista e scrittore britannico (Ashton-under-Lyne, n. 1892 - Somerset West, † 1979)
- Henry Porter, giornalista e scrittore inglese (n. 1953)
- Henry Jarvis Raymond, giornalista e politico statunitense (Lima, n. 1820 - New York, † 1869)
- Henry Morton Stanley, giornalista e esploratore statunitense (Denbigh, n. 1841 - Londra, † 1904)
- Henry Yates Thompson, giornalista inglese (Dingle Cottage, n. 1838 - Londra, † 1928)
- Henry Winter, giornalista inglese (Londra, n. 1963)
- Henry Wreford, giornalista e critico d'arte inglese (Bristol, n. 1806 - Capri, † 1892)

## Giuristi(4)
- Henry de Bracton, giurista e religioso inglese
- Henry Dundas, I visconte Melville, giurista e politico scozzese (Dalkeith, n. 1742 - † 1811)
- Henry Sumner Maine, giurista e sociologo britannico (Kelso, n. 1822 - Cannes, † 1888)
- Henry Menasco Wade, giurista e avvocato statunitense (Rockwall, n. 1914 - Dallas, † 2001)

## Golfisti(4)
- Harry Allen, golfista statunitense (Pittsfield, n. 1876 - St. Louis, † 1924)
- Henry Case, golfista statunitense (n. 1861 - Los Angeles, † 1934)
- Chandler Egan, golfista e architetto statunitense (Chicago, n. 1884 - Everett, † 1936)
- Henry Potter, golfista statunitense (St. Louis, n. 1881 - New York, † 1955)

## Grecisti(1)
- Henry Liddell, grecista e storico inglese (Durham, n. 1811 - Ascot, † 1898)

## Hockeisti su ghiaccio(3)
- Lou Hudson, hockeista su ghiaccio canadese (Thamesville, n. 1898 - † 1975)
- Henry Johansson, hockeista su ghiaccio svedese (Södertälje, n. 1897 - Södertälje, † 1979)
- Lew Morrison, hockeista su ghiaccio canadese (Gainsborough, n. 1948 - † 2023)

## Illustratori(2)
- Henry Albrecht, illustratore tedesco (Memel, n. 1857 - Starnberg, † 1909)
- Henri Gustave Jossot, illustratore, pittore e scrittore francese (Digione, n. 1866 - Sidi Bou Said, † 1951)

## Imprenditori(23)
- Henry De Thierry, imprenditore e dirigente sportivo britannico (Lucca, n. 1839 - Savona, † 1919)
- Henry Flagler, imprenditore statunitense (Hopewell, n. 1830 - Palm Beach, † 1913)
- Henry Clay Folger, imprenditore statunitense (New York, n. 1857 - New York, † 1930)
- Henry Ford II, imprenditore statunitense (Detroit, n. 1917 - Detroit, † 1987)
- Henry Ford, imprenditore statunitense (Springwells Township, n. 1863 - Dearborn, † 1947)
- Henry Fourdrinier, imprenditore britannico (n. 1766 - † 1854)
- Henry Clay Frick, imprenditore e mecenate statunitense (West Overton, n. 1849 - New York, † 1919)
- Henry John Heinz, imprenditore statunitense (Pittsburgh, n. 1844 - Pittsburgh, † 1919)
- Henry Huntington, imprenditore statunitense (Oneonta, n. 1850 - Filadelfia, † 1927)
- Henry Kloss, imprenditore statunitense (Altoona, n. 1929 - Cambridge, † 2002)
- Henry R. Kravis, imprenditore statunitense (Tulsa, n. 1944)
- Henry Kremer, imprenditore britannico (Dvinsk, n. 1907 - Tel Aviv, † 1992)
- Henry Joy McCracken, imprenditore irlandese (Belfast, n. 1767 - Belfast, † 1798)
- Gus Mears, imprenditore britannico (n. 1873 - † 1912)
- Henry Nicholas, imprenditore e filantropo statunitense (Cincinnati, n. 1959)
- Henry Norris, imprenditore, politico e manager inglese (Kennington, n. 1865 - Derby, † 1934)
- Ross Perot, imprenditore e politico statunitense (Texarkana, n. 1930 - Dallas, † 2019)
- Henry Phipps Jr., imprenditore statunitense (Filadelfia, n. 1839 - New York, † 1930)
- Henry Rogers, imprenditore statunitense (Mattapoisett, n. 1840 - New York, † 1909)
- Henry Samueli, imprenditore, informatico e filantropo statunitense (Buffalo, n. 1954)
- Henry Sy, imprenditore cinese (Xiamen, n. 1924 - Makati, † 2019)
- Henry Tate, imprenditore e collezionista d'arte inglese (White Coppice, n. 1819 - Londra, † 1899)
- Henry Thrale, imprenditore e politico inglese (n. 1724 - † 1781)

## Impresari teatrali(1)
- Henry Abbey, impresario teatrale statunitense (Akron, n. 1846 - New York, † 1896)

## Incisori(2)
- Henry Alken, incisore inglese (Soho, n. 1784 - Londra, † 1851)
- Henry Wolf, incisore francese (Eckwersheim, n. 1852 - New York, † 1916)

## Ingegneri(11)
- Henry Bessemer, ingegnere e inventore inglese (Charlton, n. 1813 - Londra, † 1898)
- Henry Cort, ingegnere britannico (Lancaster, n. 1741 - Hampstead, † 1800)
- Henry Darcy, ingegnere francese (Digione, n. 1803 - Parigi, † 1858)
- Henry Fierz, ingegnere aeronautico svizzero (Herrliberg, n. 1897 - Buochs, † 1972)
- Henry Folland, ingegnere britannico (Cambridge, n. 1890 - Nottingham, † 1954)
- Henry Gantt, ingegnere meccanico statunitense (Contea di Calvert, n. 1861 - Montclair, † 1919)
- Henry John Kaiser, ingegnere, imprenditore e filantropo statunitense (Sprout Brook, n. 1882 - Honolulu, † 1967)
- Henry Edward Roberts, ingegnere, inventore e medico statunitense (Miami, n. 1941 - Macon, † 2010)
- Brian Valentine, ingegnere, informatico e dirigente d'azienda statunitense (Centralia, n. 1959)
- Henry Ward Poole, ingegnere statunitense (n. 1825 - † 1890)
- Henry Wimshurst, ingegnere navale britannico (n. 1804 - † 1884)

## Insegnanti(3)
- Henry Grew, insegnante e scrittore inglese (Birmingham, n. 1781 - † 1862)
- Henry Lewis, insegnante e linguista britannico (Ynystawe, n. 1889 - † 1968)
- Henry Noble MacCracken, docente statunitense (Toledo, n. 1880 - Poughkeepsie, † 1970)

## Inventori(2)
- Henry Maudslay, inventore e imprenditore britannico (n. 1771 - † 1831)
- Henry Shrapnel, inventore e generale britannico (Bradford on Avon, n. 1761 - Southampton, † 1842)

## Letterati(5)
- Henry Aldrich, letterato e architetto inglese (n. 1647 - Oxford, † 1710)
- Henry Boyd, letterato e traduttore irlandese (Irlanda, n. 1750 - Ballintenycla, † 1832)
- Henry Francis Cary, letterato e traduttore inglese (Gibilterra, n. 1772 - Londra, † 1844)
- Henry Morley, letterato britannico (Londra, n. 1822 - † 1894)
- Henry Oldenburg, letterato e ambasciatore tedesco (Brema, n. 1618 - Charlton, † 1677)

## Librettisti(1)
- Henry Martyn Blossom, librettista e scrittore statunitense (St. Louis, n. 1866 - New York, † 1919)

## Linguisti(1)
- Henry Jenner, linguista britannico (St Columb Major, n. 1848 - Hayle, † 1934)

## Logici(1)
- Henry Sheffer, logico e matematico statunitense (Ucraina, n. 1883 - † 1964)

## Lottatori(1)
- Henry Wittenberg, lottatore statunitense (Jersey City, n. 1918 - † 2010)

## Lunghisti(3)
- Henry Dagmil, ex lunghista filippino (Tampakan, n. 1981)
- Henry Field, lunghista statunitense (Slater, n. 1878 - Marshall, † 1944)
- Henry Lauterbach, ex lunghista tedesco (n. 1957)

## Mafiosi(1)
- Henry Hill, mafioso e collaboratore di giustizia statunitense (New York, n. 1943 - Los Angeles, † 2012)

## Magistrati(2)
- Henry Winneke, giudice e politico australiano (Fitzroy North, n. 1908 - † 1985)
- Henry John Woodcock, magistrato italiano (Taunton, n. 1967)

## Maratoneti(3)
- Henry Brawley, maratoneta statunitense (Roxbury, n. 1876 - Winthrop, † 1954)
- Henry Kapkiai, ex maratoneta keniota (n. 1983)
- Henry Palmé, maratoneta svedese (Flädie, n. 1907 - Söderort, † 1987)

## Marciatori(1)
- Harry Kerr, marciatore neozelandese (Taranaki, n. 1879 - Taranaki, † 1951)

## Matematici(7)
- Henry Frederick Baker, matematico britannico (Cambridge, n. 1866 - Cambridge, † 1956)
- Henry Briggs, matematico britannico (Halifax, n. 1561 - Oxford, † 1630)
- Henry Dudeney, matematico britannico (Mayfield, n. 1857 - Lewes, † 1930)
- Henry Mann, matematico statunitense (Vienna, n. 1905 - Tucson, † 2000)
- Henry Savile, matematico e traduttore inglese (n. 1549 - † 1622)
- Henry John Stephen Smith, matematico britannico (Dublino, n. 1826 - Oxford, † 1883)
- Peter Swinnerton-Dyer, matematico britannico (Ponteland, n. 1927 - † 2018)

## Medici(11)
- Henry Bence Jones, medico e chimico inglese (Thorington Hall, n. 1813 - Londra, † 1873)
- Norman Bethune, medico canadese (Gravenhurst, n. 1890 - Contea di Tang, † 1939)
- Henry Bryant, medico e naturalista statunitense (Boston, n. 1820 - Porto Rico, † 1867)
- Henry Vandyke Carter, medico, anatomista e illustratore inglese (Hull, n. 1831 - Scarborough, † 1897)
- Henry Draper, medico e astronomo statunitense (Contea di Prince Edward, n. 1837 - New York, † 1882)
- Henry Faulds, medico e missionario scozzese (Beith, n. 1843 - Wolstanton, † 1930)
- Henry Heimlich, medico statunitense (Wilmington, n. 1920 - Cincinnati, † 2016)
- Henry Lindlahr, medico statunitense (n. 1862 - † 1924)
- Henry Littlejohn, medico scozzese (Edimburgo, n. 1826 - Benreoch, † 1914)
- Henry Power, medico britannico (n. 1623 - † 1668)
- Henry Tenckhoff, medico tedesco (Bergisch Gladbach, n. 1930 - Seattle, † 2017)

## Mercanti(1)
- Henry Laurens, mercante statunitense (Charleston, n. 1724 - Mepkin, † 1792)

## Mezzofondisti(3)
- Henry Hawtrey, mezzofondista britannico (Southampton, n. 1882 - Aldershot, † 1961)
- Henry Rono, mezzofondista e siepista keniota (Nandi Hills, n. 1952 - Nairobi, † 2024)
- Louis Scott, mezzofondista statunitense (Paterson, n. 1889 - † 1954)

## Militari(32)
- Henri Biard, militare e aviatore britannico (Godalming, n. 1892 - Charminster, † 1966)
- Henry Booth, I conte di Warrington, militare e politico inglese (n. 1652 - † 1694)
- Henry Bouquillard, militare e aviatore francese (Nevers, n. 1908 - Tilbury, † 1941)
- Henry B. Carrington, militare statunitense (Wallingford, n. 1824 - Boston, † 1912)
- Henri II Clément, militare francese († 1265)
- Henry Cromwell, militare e rivoluzionario inglese (Huntingdon, n. 1628 - Wicken, † 1674)
- Henry Noel Marryat Hardy, militare inglese (Londra, n. 1884 - Svizzera, † 1968)
- Henry Havelock, militare britannico (Bishopwearmouth, n. 1795 - Lucknow, † 1857)
- Henry Lascelles, V conte di Harewood, ufficiale britannico (n. 1846 - Wetherby, † 1929)
- Henry Montague Hozier, ufficiale inglese (n. 1838 - † 1907)
- Henry Johnson, militare statunitense (Boydton, n. 1850 - † 1904)
- Henry Montgomery Lawrence, militare britannico (Matara, n. 1806 - Lucknow, † 1857)
- Henry Lee I, militare inglese (Machodoc, n. 1691 - † 1747)
- Henry Lee II, militare e politico inglese (Alexandria, n. 1730 - Dumfries, † 1787)
- Henry William Paget, I marchese di Anglesey, militare e politico britannico (Londra, n. 1768 - Londra, † 1854)
- Henry Petty-Fitzmaurice, VI marchese di Lansdowne, militare e politico britannico (Dorchester, n. 1872 - Marylebone, † 1936)
- Henry Phipps, I conte di Mulgrave, militare e politico britannico (Londra, n. 1755 - Londra, † 1831)
- Henry Pottinger, militare, politico e nobile britannico (Mount Pottinger, n. 1789 - Malta, † 1856)
- Henry Burmester Pulleine, militare britannico (Yorkshire, n. 1838 - Isandlwana, † 1879)
- Henry Rathbone, militare statunitense (Albany, n. 1837 - Hildesheim, † 1911)
- Henry Creswicke Rawlinson, militare, diplomatico e orientalista inglese (Chadlington, n. 1810 - Londra, † 1895)
- Henry Renny-Tailyour, militare, rugbista a 15 e atleta scozzese (Mussoorie, n. 1849 - Montrose, † 1920)
- Henry Sanfourche, militare francese (Sarlat, n. 1775 - Sarlat, † 1841)
- Henry Somerset, IX duca di Beaufort, militare e nobile inglese (Londra, n. 1847 - Badminton House, † 1924)
- Henry Spencer, I conte di Sunderland, militare inglese (Althorp, n. 1620 - Newbury, † 1643)
- Henry Stafford, II duca di Buckingham, militare inglese (n. 1455 - † 1483)
- Henry Tandey, militare britannico (Leamington Spa, n. 1891 - Coventry, † 1977)
- Henry Tureman Allen, militare statunitense (Sharpsburg, n. 1859 - Buena Vista, † 1930)
- Henry Vane, II conte di Darlington, ufficiale inglese (n. 1726 - Durham, † 1792)
- Henry Villiers-Stuart, militare, egittologo e politico britannico (n. 1827 - Villierstown, † 1895)
- Henry Evelyn Wood, militare britannico (Cressing, n. 1838 - Harlow, † 1919)
- Henry Beresford, VI marchese di Waterford, ufficiale irlandese (Londra, n. 1875 - Portlaw, † 1911)

## Mineralogisti(2)
- Henry James Brooke, mineralogista e cristallografo inglese (Exeter, n. 1771 - Clapham, † 1857)
- Henry Alexander Miers, mineralogista britannico (Rio de Janeiro, n. 1858 - Londra, † 1942)

## Missionari(2)
- Henry Hare Dugmore, missionario, scrittore e traduttore inglese (n. 1810 - † 1896)
- Henry van Lieshout, missionario e vescovo cattolico olandese (Venlo, n. 1932 - Lae, † 2009)

## Musicisti(7)
- Henry Azra, musicista marocchino (Casablanca, n. 1952)
- Henry Du Mont, musicista e compositore belga (Looz, n. 1610 - Parigi, † 1684)
- Shlohmo, musicista statunitense (Los Angeles, n. 1990)
- Henry Lawes, musicista e compositore inglese (Dinton, n. 1595 - Londra, † 1662)
- Taj Mahal, musicista statunitense (New York, n. 1942)
- Henry McCullough, musicista britannico (Portstewart, n. 1943 - Ballymoney, † 2016)
- Henry Townsend, musicista statunitense (Shelby, n. 1909 - Mequon, † 2006)

## Musicologi(1)
- Henry Prunières, musicologo francese (Parigi, n. 1886 - Nanterre, † 1942)

## Naturalisti(5)
- Henry Baker, naturalista e scrittore britannico (Londra, n. 1698 - Londra, † 1774)
- Henry Beston, naturalista e scrittore statunitense (Boston, n. 1888 - Nobleboro, † 1968)
- Henry Correvon, naturalista e botanico svizzero (Yverdon, n. 1854 - Herisau, † 1939)
- Henry Drummond-Hay, naturalista e ornitologo scozzese (n. 1814 - † 1896)
- Henry H. Travers, naturalista neozelandese (n. 1844 - † 1928)

## Navigatori(2)
- Henry Tingle Wilde, marinaio britannico (Walton, n. 1872 - Oceano Atlantico, † 1912)
- Ernest Wild, navigatore e esploratore britannico (Skelton, n. 1879 - Calcara, † 1918)

## Neurologi(2)
- Henry Hallett Dale, neurologo britannico (Islington, n. 1875 - Cambridge, † 1968)
- Henry Meige, neurologo francese (Moulins, n. 1866 - La Varenne-Saint-Hilaire, † 1940)

## Neuroscienziati(1)
- Henry Markram, neuroscienziato israeliano (Sudafrica, n. 1962)

## Numismatici(3)
- Henry Perigal Borrell, numismatico britannico (Londra, n. 1795 - Smirne, † 1851)
- Henry Cohen, numismatico, bibliografo e compositore francese (Amsterdam, n. 1806 - Parigi, † 1880)
- Adrien Prévost de Longpérier, numismatico, archeologo e assiriologo francese (Parigi, n. 1816 - Parigi, † 1882)

## Nuotatori(2)
- Jam Handy, nuotatore, pallanuotista e produttore cinematografico statunitense (Filadelfia, n. 1886 - Detroit, † 1983)
- Henry Taylor, nuotatore britannico (Oldham, n. 1885 - Oldham, † 1951)

## Operai(1)
- Henry Louis Champy, operaio e attivista francese (Clamart, n. 1846 - Parigi, † 1902)

## Organisti(1)
- Henry Willis, organista e organaro inglese (Londra, n. 1821 - Londra, † 1901)

## Orientalisti(2)
- Henry Corbin, orientalista, storico della filosofia e traduttore francese (Parigi, n. 1903 - Parigi, † 1978)
- Henry Yule, orientalista scozzese (Inveresk, n. 1820 - Earl's Court, † 1889)

## Ornitologi(3)
- Henry Boardman Conover, ornitologo statunitense (Chicago, n. 1892 - † 1950)
- Henry Seebohm, ornitologo britannico (Bradford, n. 1832 - Londra, † 1895)
- Henry Henshaw, ornitologo e etnologo statunitense (Cambridgeport, n. 1850 - Washington, † 1930)

## Orologiai(2)
- Henry Harper, orologiaio inglese († 1708)
- Henry Sully, orologiaio inglese (n. 1680 - † 1729)

## Ottici(1)
- Henry Lomb, ottico e imprenditore tedesco (Burghaun, n. 1828 - Pittsford, † 1908)

## Paleontologi(1)
- Henry Fairfield Osborn, paleontologo statunitense (Fairfield, n. 1857 - New York, † 1935)

## Pallanuotisti(2)
- Harry Bonavia, pallanuotista maltese (Sliema, n. 1908)
- Henry Sanson, pallanuotista brasiliano (Rio de Janeiro, n. 1927 - San Paolo, † 2011)

## Pastori protestanti(1)
- Henry Christopher McCook, pastore protestante, aracnologo e entomologo statunitense (Lisbon, n. 1837 - Devon, † 1911)

## Pattinatori artistici su ghiaccio(1)
- Graham Sharp, pattinatore artistico su ghiaccio britannico (n. 1917 - † 1995)

## Pianisti(4)
- Henry Jolles, pianista e compositore tedesco (Berlino, n. 1902 - São Paulo, † 1965)
- Hank Jones, pianista e compositore statunitense (Vicksburg, n. 1918 - New York, † 2010)
- Henry Litolff, pianista, compositore e editore musicale tedesco (Londra, n. 1818 - Bois-Colombes, † 1891)
- Professor Longhair, pianista e cantante statunitense (Bogalusa, n. 1918 - New Orleans, † 1980)

## Piloti automobilistici(6)
- Cliff Allison, pilota automobilistico britannico (Brough, n. 1932 - Brough, † 2005)
- Henry Banks, pilota automobilistico statunitense (Croydon, n. 1913 - Indianapolis, † 1994)
- Harry Schell, pilota automobilistico statunitense (Parigi, n. 1921 - Silverstone, † 1960)
- Henry Segrave, pilota automobilistico e pilota motonautico britannico (Baltimora, n. 1896 - Lago di Windermere, † 1930)
- Henry Surtees, pilota automobilistico inglese (Lingfield, n. 1991 - Londra, † 2009)
- Henry Taylor, pilota automobilistico britannico (Shefford, n. 1932 - Vallauris, † 2013)

## Piloti motociclistici(1)
- Harry Hinton, pilota motociclistico australiano (Birmingham, n. 1909 - Belmore, † 1978)

## Pirati(3)
- Henry Every, pirata inglese (Plymouth, n. 1659)
- Henry Jennings, pirata e corsaro inglese (n. 1681 - † 1745)
- Henry Morgan, pirata, corsaro e ammiraglio gallese (Llanrumney, n. 1635 - Port Royal, † 1688)

## Pistard(2)
- Henry George, pistard belga (Charleroi, n. 1891 - Uccle, † 1976)
- Harry Wittmann, pistard statunitense (Lincoln, n. 1885 - Lincoln, † 1968)

## Pittori(28)
- William Beechey, pittore inglese (Burford, n. 1753 - Londra, † 1839)
- Henry Brown Fuller, pittore statunitense (Deerfield, n. 1867 - New Orleans, † 1934)
- Henry Daras, pittore francese (Rochefort, n. 1850 - Angoulême, † 1928)
- Henry Detouche, pittore, incisore e disegnatore francese (Parigi, n. 1854 - Parigi, † 1913)
- Henry Harris Brown, pittore inglese (Northampton, n. 1864 - Londra, † 1948)
- Henry d'Arles, pittore francese (Arles, n. 1734 - Marsiglia, † 1784)
- Henry Hintermeister, pittore e illustratore statunitense (New York, n. 1897 - Pinellas, † 1970)
- Henry Lamb, pittore inglese (Adelaide, n. 1883 - Salisbury, † 1960)
- Henry Lark Pratt, pittore inglese (Derby, n. 1805 - † 1873)
- Henry Markó, pittore italiano (Firenze, n. 1855 - Lavagna, † 1921)
- Henry Mavrodin, pittore rumeno (Bucarest, n. 1937 - † 2022)
- Henry Arthur McArdle, pittore irlandese (Belfast, n. 1836 - San Antonio, † 1908)
- Henry Moore, pittore inglese (York, n. 1831 - † 1895)
- Henry Moret, pittore francese (Cherbourg, n. 1856 - Parigi, † 1913)
- Henry Roderick Newman, pittore statunitense (Easton, n. 1843 - Firenze, † 1917)
- Henry Nelson O'Neil, pittore britannico (Pietroburgo, n. 1817 - † 1880)
- Henry William Pickersgill, pittore inglese (Londra, n. 1782 - Londra, † 1875)
- Henry Raeburn, pittore britannico (Edimburgo, n. 1756 - Edimburgo, † 1823)
- Henry Meynell Rheam, pittore e illustratore britannico (Birkenhead, n. 1859 - Penzance, † 1920)
- Henry Siddons Mowbray, pittore statunitense (Alessandria d'Egitto, n. 1858 - Washington, † 1928)
- Henry Singleton, pittore e miniaturista britannico (Londra, n. 1766 - Londra, † 1839)
- Henry Stannard, pittore britannico (Bedford, n. 1870 - Bedford, † 1951)
- Henry Ossawa Tanner, pittore statunitense (Pittsburgh, n. 1859 - Parigi, † 1937)
- Henry Fitch Taylor, pittore statunitense (Cincinnati, n. 1853 - Plainfield, † 1925)
- Henry Tenré, pittore francese (Saint-Germain-en-Laye, n. 1854 - Parigi, † 1926)
- Henry Tonks, pittore e insegnante britannico (Solihull, n. 1862 - Chelsea, † 1937)
- Henry Scott Tuke, pittore e fotografo britannico (York, n. 1858 - Falmouth, † 1929)
- Henry Wallis, pittore, scrittore e collezionista d'arte inglese (Londra, n. 1830 - Londra, † 1916)

## Poeti(7)
- Charles Bukowski, poeta e scrittore statunitense (Andernach, n. 1920 - Los Angeles, † 1994)
- Henry Constable, poeta inglese (Newark, n. 1562 - Liegi, † 1613)
- Henry Austin Dobson, poeta britannico (Plymouth, n. 1840 - Ealing, † 1921)
- Henry Dumas, poeta e scrittore statunitense (Sweet Home, n. 1934 - Manhattan, † 1968)
- Henry Newbolt, poeta, scrittore e storico inglese (Bilston, n. 1862 - Londra, † 1938)
- Henry S. Taylor, poeta, traduttore e anglista statunitense (Lincoln, n. 1942)
- Henry Vaughan, poeta e scrittore gallese (Newton, n. 1621 - Scethrog, † 1695)

## Presbiteri(6)
- Henry Bolo, presbitero e scrittore francese (Saint-Étienne, n. 1858 - † 1921)
- Henri Edgeworth de Firmont, presbitero irlandese (Edgeworthstown, n. 1745 - Jelgava, † 1807)
- Henri Planchat, presbitero francese (La Roche-sur-Yon, n. 1823 - Parigi, † 1871)
- Henry Sacheverell, presbitero e politico inglese (n. 1675 - Highgate, † 1724)
- Henry Julian White, presbitero e biblista britannico (Londra, n. 1859 - † 1934)
- Henry Whitehead, prete e epidemiologo inglese (Ramsgate, n. 1825 - † 1896)

## Produttori cinematografici(2)
- Henry Blanke, produttore cinematografico tedesco (Berlino, n. 1901 - Los Angeles, † 1981)
- Henry Lehrman, produttore cinematografico, regista e attore statunitense (Vienna, n. 1886 - Hollywood, † 1946)

## Produttori discografici(1)
- Cirkut, produttore discografico e compositore canadese (Halifax, n. 1986)

## Produttori teatrali(1)
- H.M. Tennent, produttore teatrale, impresario teatrale e compositore britannico (n. 1879 - † 1941)

## Progettisti(1)
- Henry Yunick, progettista statunitense (Neshaminy, n. 1923 - Daytona Beach, † 2001)

## Psichiatri(1)
- Henry Zvi Lothane, psichiatra e psicoanalista statunitense (Lublino, n. 1934)

## Psicologi(1)
- Henry Murray, psicologo statunitense (New York, n. 1893 - Cambridge, † 1988)

## Pugili(8)
- Henry Armstrong, pugile statunitense (Columbus, n. 1912 - † 1988)
- Henry Cooper, pugile e attore britannico (Londra, n. 1934 - Limpsfield, † 2011)
- Harry Mallin, pugile britannico (Shoreditch, n. 1892 - Lewisham, † 1969)
- Henry Maske, ex pugile e attore tedesco (Treuenbrietzen, n. 1964)
- Henry Pearce, pugile inglese (n. 1777 - † 1809)
- Harry Spanjer, pugile statunitense (Grand Rapids, n. 1873 - St. Petersburg, † 1958)
- Henry Tiller, pugile norvegese (n. 1914 - † 1999)
- Henry Tillman, ex pugile statunitense (Los Angeles, n. 1961)

## Rapper(1)
- Pluuto, rapper estone (Tallinn, n. 2002)

## Registi(17)
- Henry Barakat, regista egiziano (Il Cairo, n. 1914 - Il Cairo, † 1997)
- Henry Bean, regista, sceneggiatore e produttore cinematografico statunitense (Filadelfia, n. 1945)
- Henry Cass, regista britannico (Londra, n. 1902 - † 1989)
- Henry C. Potter, regista e produttore teatrale statunitense (New York, n. 1904 - New York, † 1977)
- Henry Cornelius, regista, sceneggiatore e produttore cinematografico sudafricano (Città del Capo, n. 1913 - Londra, † 1958)
- Henry Edwards, regista, attore e produttore cinematografico inglese (Weston-super-Mare, n. 1883 - Chobham, † 1952)
- Henry Jaglom, regista, attore e sceneggiatore inglese (Londra, n. 1938)
- Henry Joost, regista e produttore cinematografico statunitense (Francoforte, n. 1981)
- Henry King, regista, attore e sceneggiatore statunitense (Christiansburg, n. 1886 - Toluca Lake, † 1982)
- Henry Koster, regista e sceneggiatore tedesco (Berlino, n. 1905 - Camarillo, † 1988)
- Henry Levin, regista statunitense (Trenton, n. 1909 - Glendale, † 1980)
- Henry MacRae, regista, sceneggiatore e produttore cinematografico canadese (Toronto, n. 1876 - Beverly Hills, † 1944)
- Henry Alex Rubin, regista e sceneggiatore statunitense (n. 1976)
- Ken Russell, regista e sceneggiatore britannico (Southampton, n. 1927 - Lymington, † 2011)
- Henry Sarwer-Foner, regista televisivo canadese
- Henry Selick, regista, produttore cinematografico e scrittore statunitense (Glen Ridge, n. 1952)
- Harry Solter, regista e attore statunitense (Baltimora, n. 1873 - El Paso, † 1920)

## Religiosi(4)
- Henry Augustus Loveday, religioso e compositore di scacchi britannico (n. 1815 - Delhi, † 1848)
- Henry Lucas, religioso e politico inglese (n. 1610 - Londra, † 1663)
- Henry Lunn, religioso e filantropo inglese (Horncastle, n. 1859 - St John's Wood, † 1939)
- Henry Moore, religioso irlandese (Drumcondra, n. 1751 - Londra, † 1844)

## Retori(1)
- Henry Highland Garnet, oratore statunitense (New Market, n. 1815 - Monrovia, † 1882)

## Rugbisti a 15(7)
- Jean-Guy Gautier, rugbista a 15 e velocista francese (Jarnac, n. 1875 - Cognac, † 1938)
- Henry Honiball, ex rugbista a 15 sudafricano (Estcourt, n. 1965)
- Henry Hurley, ex rugbista a 15 irlandese (Doncaster, n. 1965)
- Henry Pollock, rugbista a 15 inglese (Banbury, n. 2005)
- Henry Pyrgos, rugbista a 15 britannico (Dorchester, n. 1989)
- Henry Slade, rugbista a 15 inglese (Plymouth, n. 1993)
- Henry Speight, rugbista a 15 figiano (Suva, n. 1988)

## Saltatori con gli sci(2)
- Henry Glaß, ex saltatore con gli sci tedesco (Rodewisch, n. 1953)
- Henry Ljungmann, saltatore con gli sci norvegese (n. 1897)

## Sassofonisti(1)
- Boots Mussulli, sassofonista, clarinettista e direttore d'orchestra statunitense (Milford, n. 1915 - Norfolk, † 1967)

## Scacchisti(2)
- Henry Ernest Atkins, scacchista britannico (Leicester, n. 1872 - Huddersfield, † 1955)
- Henry Bird, scacchista britannico (Portsea, n. 1830 - Londra, † 1908)

## Sceneggiatori(4)
- Henry Gilroy, sceneggiatore e produttore cinematografico statunitense (n. 1976)
- Henry McCarty, sceneggiatore e regista statunitense (San Francisco, n. 1882 - Hollywood, † 1954)
- Wellesley Wild, sceneggiatore e produttore televisivo statunitense (New York, n. 1972)
- Henry Wulschleger, sceneggiatore e regista francese (Parigi, n. 1894 - Parigi, † 1939)

## Scenografi(2)
- Henry Bumstead, scenografo statunitense (Ontario, n. 1915 - Pasadena, † 2006)
- Henry Grace, scenografo statunitense (Kern, n. 1907 - Los Angeles, † 1983)

## Schermidori(4)
- Henry Breckinridge, schermidore statunitense (Chicago, n. 1886 - New York, † 1960)
- Henry Brethous, schermidore francese (n. 1910 - † 1999)
- Bill Hoskyns, schermidore britannico (Londra, n. 1931 - North Perrott, † 2013)
- Henry Kolowrat, schermidore statunitense (Praga, n. 1933 - † 2021)

## Sciatori alpini(1)
- Henry Feige, ex sciatore alpino francese (n. 1963)

## Scienziati(1)
- Henry Tizard, scienziato britannico (Gillingham, n. 1885 - Fareham, † 1959)

## Scrittori(47)
- Henry Brooks Adams, scrittore e storico statunitense (Boston, n. 1838 - Washington, † 1918)
- Henry Aubrey-Fletcher, scrittore e militare britannico (n. 1887 - † 1969)
- H. C. Bailey, scrittore inglese (Londra, n. 1878 - † 1961)
- Henry Clark Barlow, scrittore e viaggiatore britannico (Newington Butts, n. 1806 - Salisburgo, † 1876)
- Henry Bataille, scrittore, poeta e pittore francese (Nîmes, n. 1872 - Parigi, † 1922)
- Henry Bauchau, scrittore e psicanalista belga (Mechelen, n. 1913 - Louveciennes, † 2012)
- Max Beerbohm, scrittore inglese (Londra, n. 1872 - Rapallo, † 1956)
- Henry Digby Beste, scrittore, nobile e religioso britannico (Lincoln, n. 1768 - Brighton, † 1836)
- Henry Blaze de Bury, scrittore francese (Avignone, n. 1813 - Parigi, † 1888)
- Henry Bordeaux, scrittore e avvocato francese (Thonon-les-Bains, n. 1870 - Parigi, † 1963)
- Henry Brooke, scrittore irlandese (Irlanda, n. 1703 - Dublino, † 1783)
- Henry Tracey Coxwell, scrittore britannico (Wouldham, n. 1819 - Lewes, † 1900)
- Henry Céard, scrittore e drammaturgo francese (Bercy, n. 1851 - Parigi, † 1924)
- Henry Darger, scrittore e illustratore statunitense (Chicago, n. 1892 - Chicago, † 1973)
- Henry Denker, scrittore e drammaturgo statunitense (New York, n. 1912 - New York, † 2012)
- Henry van Dyke, scrittore e poeta statunitense (Germantown, n. 1852 - † 1933)
- Henry Fielding, scrittore, drammaturgo e giornalista inglese (Sharpham, n. 1707 - Lisbona, † 1754)
- Henry Louis Gates Jr., scrittore, saggista e critico letterario statunitense (Piedmont, n. 1950)
- Henry Gauthier-Villars, scrittore francese (n. 1859 - † 1931)
- Henry Green, scrittore britannico (Forthampton, n. 1905 - Londra, † 1973)
- Graham Greene, scrittore, drammaturgo e sceneggiatore britannico (Berkhamsted, n. 1904 - Corseaux, † 1991)
- H. Rider Haggard, scrittore e funzionario britannico (Bradenham, n. 1856 - Londra, † 1925)
- Henry Home, scrittore, filosofo e avvocato scozzese (Kames House, n. 1696 - † 1782)
- Henry David Inglis, scrittore scozzese (Edimburgo, n. 1795 - Londra, † 1835)
- Henry James, scrittore e critico letterario statunitense (New York, n. 1843 - Londra, † 1916)
- Henry Kane, scrittore e sceneggiatore statunitense (New York - Lido Beach, † 1988)
- H. R. F. Keating, scrittore britannico (St Leonards-on-Sea, n. 1926 - Londra, † 2011)
- Henry Edward Krehbiel, scrittore, critico musicale e musicologo statunitense (Ann Harbor, n. 1854 - New York, † 1923)
- Henry Lawson, scrittore e poeta australiano (Grenfell, n. 1867 - Sydney, † 1922)
- Henry Lincoln, scrittore e attore britannico (Londra, n. 1930 - † 2022)
- Henry Wadsworth Longfellow, scrittore, poeta e traduttore statunitense (Portland, n. 1807 - Cambridge, † 1882)
- Henry Mackenzie, scrittore scozzese (Edimburgo, n. 1745 - Edimburgo, † 1831)
- Henry Marillier, scrittore inglese (n. 1865 - † 1951)
- Henry Maundrell, scrittore e presbitero inglese (Compton Bassett, n. 1665 - Aleppo, † 1701)
- Henry Miller, scrittore, pittore e saggista statunitense (New York, n. 1891 - Los Angeles, † 1980)
- H. Beam Piper, scrittore, romanziere e scrittore di fantascienza statunitense (Altoona, n. 1904 - Williamsport, † 1964)
- Henry Augustus Rawes, scrittore e predicatore britannico (Easington, n. 1826 - Brighton, † 1885)
- Henry Morton Robinson, scrittore statunitense (Boston, n. 1898 - New York, † 1961)
- Henry Roth, scrittore statunitense (Tysmenitz, n. 1906 - Albuquerque, † 1995)
- Henry De Vere Stacpoole, scrittore e medico irlandese (Dún Laoghaire, n. 1863 - Isola di Wight, † 1951)
- Francis Stuart, scrittore, giornalista e saggista irlandese (Townsville, n. 1902 - Contea di Clare, † 2000)
- Henry Swinburne, scrittore e viaggiatore britannico (Bristol, n. 1743 - Trinidad, † 1803)
- Henry Thomas, scrittore, bibliografo e ispanista britannico (Eynsham, n. 1878 - † 1952)
- Henry Williamson, scrittore inglese (Brockley, n. 1895 - Georgeham, † 1977)
- Henry Winterfeld, scrittore tedesco (Amburgo, n. 1901 - Machias, † 1990)
- Henry Wotton, scrittore, poeta e diplomatico inglese (Boughton Malherbe, n. 1568 - Eton, † 1639)
- Henry de Montherlant, scrittore, drammaturgo e poeta francese (Parigi, n. 1895 - Parigi, † 1972)

## Scrittori di fantascienza(2)
- Henry Kuttner, autore di fantascienza statunitense (n. 1915 - † 1958)
- Henry Lionel Lawrence, autore di fantascienza britannico (Londra, n. 1908 - Colchester, † 1990)

## Scrittrici(2)
- Henry Gréville, scrittrice francese (Parigi, n. 1842 - † 1902)
- Henry Handel Richardson, scrittrice australiana (Melbourne, n. 1870 - Fairlight, † 1946)

## Scultori(1)
- Henry Moore, scultore e pittore inglese (Castleford, n. 1898 - Perry Green, † 1986)

## Siepisti(1)
- Henry Marsh, ex siepista statunitense (Boston, n. 1954)

## Sociologi(1)
- Henry Jenkins, sociologo e saggista statunitense (Atlanta, n. 1958)

## Sollevatori(1)
- Henry Duey, sollevatore statunitense (Chicago, n. 1908 - Chipley, † 1993)

## Sovrani(1)
- Henry Percy, I conte di Northumberland, re britannico (Alnwick, n. 1341 - Bramham Moor, † 1408)

## Storici(8)
- Henry Thomas Buckle, storico e scacchista britannico (Londra, n. 1821 - Damasco, † 1862)
- Henry Steele Commager, storico statunitense (Pittsburgh, n. 1902 - Amherst, † 1998)
- Henry Friedlander, storico tedesco (n. 1930 - † 2012)
- Henry Hallam, storico inglese (Windsor, n. 1777 - Penshurst, † 1859)
- Henry Harrisse, storico, cartografo e scrittore francese (Parigi, n. 1829 - Parigi, † 1910)
- Henry Kamen, storico britannico (Rangoon, n. 1936)
- Henry Laurens, storico e arabista francese (n. 1954)
- Henry Hart Milman, storico britannico (Londra, n. 1791 - Ascot, † 1868)

## Storici dell'arte(2)
- Henry A. Millon, storico dell'arte statunitense (Altoona, n. 1927 - Washington, † 2018)
- Henry Thode, storico dell'arte tedesco (Dresda, n. 1857 - Copenaghen, † 1920)

## Storici della scienza(1)
- Henry Sigerist, storico della scienza svizzero (Parigi, n. 1891 - Pura, † 1957)

## Supercentenari(1)
- Henry Allingham, supercentenario britannico (Londra, n. 1896 - Londra, † 2009)

## Tennisti(9)
- Bunny Austin, tennista britannico (Londra, n. 1906 - Londra, † 2000)
- Albert Canet, tennista francese (Londra, n. 1878 - Parigi, † 1930)
- Harry Hopman, tennista e allenatore di tennis australiano (Glebe, n. 1906 - Seminole, † 1985)
- Hank Irvine, ex tennista rhodesiano (Bulawayo, n. 1943)
- Henry Leaf, tennista britannico (Scarborough, n. 1862 - Charing Cross, † 1931)
- Henry Patten, tennista britannico (Colchester, n. 1996)
- Hank Pfister, ex tennista statunitense (Bakersfield, n. 1953)
- Henry Slocum, tennista statunitense (Syracuse, n. 1862 - New York, † 1949)
- Ellsworth Vines, tennista statunitense (Los Angeles, n. 1911 - La Quinta, † 1994)

## Teologi(4)
- Henry Ainsworth, teologo inglese (Swanton Morley, n. 1571 - Amsterdam)
- Henry Alford, teologo inglese (Londra, n. 1810 - Canterbury, † 1871)
- Maurice Goguel, teologo e storico delle religioni francese (Parigi, n. 1880 - Parigi, † 1955)
- Henry Scott Holland, teologo e scrittore britannico (Ledbury, n. 1847 - † 1918)

## Tiratori a segno(1)
- Henry Bailey, tiratore a segno statunitense (Colleton County, n. 1893 - Walterboro, † 1972)

## Tiratori di fune(1)
- Henry Seiling, tiratore di fune statunitense (n. 1872)

## Triplisti(1)
- Henry Frayne, triplista e lunghista australiano (Adelaide, n. 1990)

## Trombettisti(1)
- Red Allen, trombettista statunitense (New Orleans, n. 1906 - New York, † 1967)

## Truffatori(1)
- Henry Howard Holmes, truffatore e serial killer statunitense (Gilmanton, n. 1861 - Filadelfia, † 1896)

## Velisti(2)
- Henry Maingot, velista francese
- Henry Sutton, velista britannico (n. 1868 - † 1936)

## Velocisti(6)
- Henry Carr, velocista e giocatore di football americano statunitense (Montgomery, n. 1942 - Griffin, † 2015)
- Barney Ewell, velocista statunitense (Harrisburg, n. 1918 - Lancaster, † 1996)
- Harry Jerome, velocista canadese (Prince Albert, n. 1940 - Vancouver, † 1982)
- Henry Macintosh, velocista britannico (Kelso, n. 1892 - Albert, † 1918)
- Henry Russell, velocista statunitense (Buffalo, n. 1904 - West Chester, † 1986)
- Henry Slack, velocista statunitense (Chicago, n. 1877 - San Francisco, † 1928)

## Vescovi(1)
- Henry Chichele, vescovo e arcivescovo inglese (Higham Ferrers - † 1443)

## Vescovi anglicani(2)
- Henry Compton, vescovo anglicano inglese (Compton Wynyates, n. 1632 - Fulham, † 1713)
- Henry St. George Tucker, vescovo anglicano statunitense (Warsaw, n. 1874 - Richmond, † 1959)

## Vescovi cattolici(4)
- Henry Aruna, vescovo cattolico sierraleonese (Yemandu, n. 1964)
- Henry Theophilus Howaniec, vescovo cattolico e missionario statunitense (Chicago, n. 1931 - Milwaukee, † 2018)
- Henry Damian Juncker, vescovo cattolico francese (Fénétrange, n. 1809 - Alton, † 1868)
- Henry Joseph Kennedy, vescovo cattolico australiano (Rozelle, n. 1915 - Tamworth, † 2003)

## Violinisti(1)
- Henry Roth, violinista e musicologo statunitense (New York, n. 1916 - † 1999)

## Wrestler(1)
- Jackie Fargo, wrestler statunitense (Concord, n. 1930 - China Grove, † 2013)

## Zoologi(1)
- Henry Weed Fowler, zoologo statunitense (Holmesburg, n. 1878 - † 1965)

## Senza attività specificata(18)
- Henry Beaufort, II conte di Somerset, conte britannico (n. 1401 - Rouen, † 1418)
- Henry Debosnys (Elizabethtown, † 1883)
- Henry Dillon, XI visconte Dillon, irlandese (n. 1705 - † 1787)
- Henry Grey, I duca di Suffolk, duca britannico (n. 1517 - † 1554)
- H.M., statunitense (Brooklyn, n. 1926 - Hartford, † 2008)
- Henry Hall, britannico (East Stonehouse, n. 1661 - East Stonehouse, † 1755)
- Gordon Jennings, effettista statunitense (Salt Lake City, n. 1896 - Hollywood, † 1953)
- Billy the Kid, pistolero e criminale statunitense (New York, n. 1859 - Fort Sumner, † 1881)
- Henry Percy, cavaliere medievale inglese (Northumberland, n. 1364 - Shrewsbury, † 1403)
- Henry Percy, II conte di Northumberland, conte britannico (Alnwick, n. 1393 - St Albans, † 1455)
- Henry Algernon Percy, V conte di Northumberland, conte britannico (Alnwick, n. 1477 - † 1527)
- Henry Percy, VI conte di Northumberland, conte britannico (n. 1502 - † 1537)
- Henry Percy, VIII conte di Northumberland, conte britannico (Newburn, n. 1532 - Torre di Londra, † 1585)
- Henry Percy, IX conte di Northumberland, conte britannico (Tynemouth, n. 1564 - Petworth, † 1632)
- Henry Armstrong Reed, statunitense (Monroe, n. 1858 - Little Bighorn, † 1876)
- Henry Sutton, britannico (n. 1637 - † 1665)
- Henry Wriothesley, III conte di Southampton, conte britannico (Cowdray, n. 1573 - † 1624)
- Henry de Beauchamp, I duca di Warwick, conte (n. 1425 - † 1446)